# بنویت تاردیو
بنویت تاردیو (انگلیسی: Benoît Tardieu؛ زادهٔ ۲۱ ژانویهٔ ۱۹۸۶) بازیکن فوتبال اهل بنین است که به عنوان دروازه‌بان بازی می‌کرد.
از باشگاه‌هایی که در آن بازی کرده‌است می‌توان به باشگاه فوتبال کلرمون فوت، باشگاه فوتبال اوسر و باشگاه فوتبال نانسی اشاره کرد.
وی همچنین در تیم ملی فوتبال بنین بازی کرده‌است.